# جاناتان لین
جاناتان لین (انگلیسی: Jonathan Lynn؛ زادهٔ ۳ آوریل ۱۹۴۳) یک فیلم‌نامه‌نویس، کارگردان، هنرپیشه و کمدین اهل بریتانیا است.
از فیلم‌ها یا برنامه‌های تلویزیونی که وی در آن نقش داشته است می‌توان به سه مرد و یک خانم کوچک و دکتربعدازاین اشاره کرد.

## کارگردانی
- سرنخ (۱۹۸۵)
- راهبه‌ها در فرار (۱۹۹۰)
- پسرعمویم وینی (۱۹۹۲)
- The Distinguished Gentleman (۱۹۹۲)
- حریص (۱۹۹۴)
- Sgt. Bilko (۱۹۹۶)
- آزمون و خطا (۱۹۹۷)
- همه نه یارد (۲۰۰۰)
- The Fighting Temptations (۲۰۰۳)
- Wild Target (۲۰۱۰)